# Tetragnatha hulli
Tetragnatha hulli là một loài nhện trong họ Tetragnathidae.
Loài này thuộc chi Tetragnatha. Tetragnatha hulli được miêu tả năm 1955 bởi Caporiacco.